# سینه اسکینس هانسن
سینه اسکینس هانسن (انگلیسی: Synne Skinnes Hansen؛ زادهٔ ۱۲ اوت ۱۹۹۵) بازیکن فوتبال اهل نروژ است.
از باشگاه‌هایی که در آن بازی کرده است می‌توان به باشگاه فوتبال زنان بایر ۰۴ لورکوزن اشاره کرد.
وی همچنین در تیم‌ ملی فوتبال زنان نروژ بازی کرده است.